# EEA and Norway Grants
Os EEA and Norway Grants representam o contributo da Islândia, do Liechtenstein e da Noruega para reduzir as disparidades no Espaço Económico Europeu (EEE) e fortalecer as relações bilaterais com 15 países da UE situados na Europa Central e do Sul. Os EEA and Norway Grants contribuem também para reforçar os valores fundamentais da Europa como a democracia, a tolerância e o Estado de direito.

## Contexto[1][2]
Os EEA and Norway Grants têm por base o Acordo sobre o Espaço Económico Europeu (EEE). Ao abrigo deste acordo, a Islândia, o Liechtenstein e a Noruega fazem parte do Mercado Único Europeu (MUE), o qual permite a livre movimentação de bens, serviços, capital e pessoas no mercado interno. O Acordo sobre o EEE estabelece os objetivos comuns do trabalho em conjunto por forma a reduzir as disparidades sociais e económicas na Europa e fortalecer a cooperação entre os países europeus. 
Desde que o Acordo sobre o EEE entrou em vigor, a Islândia, o Liechtenstein e a Noruega têm contribuído para o progresso social e económico em vários países da UE e do EEE. Os contributos têm sido canalizados através do Mecanismo Financeiro (1994–1998), o Instrumento Financeiro (1999–2003) e os EEA and Norway Grants (2004-2009, 2009-2014, 2014-2021). No total, a Noruega, a Islândia e o Liechtenstein contribuíram com 3300 milhões de euros através de regimes de subvenções consecutivos entre 1994 e 2014. No período de financiamento 2014-2021 foi disponibilizada uma contribuição adicional de 2800 milhões de euros. Os três países doadores contribuem de acordo com o seu tamanho e PIB. Consequentemente, a Noruega contribui com 97,7%, a Islândia com 1,6% e o Liechtenstein com 0,7% da totalidade do financiamento dos EEA and Norway Grants 2014-2021.
Desde 2004, existiram dois mecanismos diferentes: os EEA Grants e os Norway Grants. Os EEA Grants são financiados pelos três países doadores: A Islândia, o Liechtenstein e a Noruega; ao passo que os Norway Grants são financiados apenas pela Noruega. 

## Eligibilidade
A elegibilidade dos EEA and Norway Grants satisfaz os critérios definidos pelo Fundo de Coesão da UE destinado aos estados-membros cujo Rendimento Nacional Bruto (RNB) por habitante é inferior a 90% da média europeia. Para o período de financiamento 2014-2021, estes países são a Bulgária, a Croácia, o Chipre, a República Checa, a Estónia, a Grécia, a Hungria, a Letónia, a Lituânia, Malta, Polónia, Portugal, a Roménia, a Eslováquia e a Eslovénia. Os países que integraram a UE antes de 2004 são excluídos do financiamento ao abrigo dos Norway Grants, pelo que a Grécia e Portugal receberão apenas os EEA Grants.

## Como funciona
Em primeiro lugar, a UE e os três estados doadores assinam um Memorando de Entendimento (ME) no qual consta o montante total da contribuição bem como distribuição do financiamento por estado beneficiário. As verbas para cada país baseiam-se na dimensão da população e no PIB per capita, sendo a Polónia o maior beneficiário, seguida pela Roménia. Malta é o estado beneficiário mais pequeno.
Em segundo lugar, a Islândia, o Liechtenstein e a Noruega negoceiam com cada estado beneficiário e definem em conjunto os programas a estabelecer, os seus objetivos e o tamanho da verba para cada programa individual. Os acordos têm por base as necessidades e prioridades de cada estado beneficiário bem como o campo de cooperação com os estados doadores. A Comissão Europeia é consultada durante as negociações de modo a evitar a duplicação e a garantir que o financiamento é destinado às ações que poderão ter o maior impacte. Os programas implementados ao abrigo dos EEA and Norway Grants devem cumprir a regulamentação e normas da UE relacionadas com os direitos humanos, a boa governação, o desenvolvimento sustentável e a igualdade de género. 
Os fundos concedidos pela UE e os EEA and Norway Grants são complementares, sendo habitualmente geridas pela mesma Entidade Gestora a nível nacional. Os EEA and Norway Grants costumam financiar projetos em áreas em que o financiamento a nível nacional ou europeu raramente está disponível.  
Cada Ponto Focal Nacional é responsável pela gestão geral dos programas no país beneficiário. Os Operadores de Programa (OP) desenvolvem e gerem os programas, frequentemente em colaboração com um parceiro dos estados doadores, concedendo financiamento para os projetos. Os projetos são selecionados, maioritariamente, no seguimento de concursos públicos lançados pelos OP.

## Fortalecer a cooperação bilateral
Um dos dois principais objetivos dos EEA and Norway Grants consiste em aumentar a colaboração e as relações entre os países beneficiários e doadores. As parcerias entre as entidades dos países beneficiários e as suas contrapartes na Islândia, Liechtenstein e Noruega são uma parte fundamental deste fundo e representam uma oportunidade única para abordar os desafios comuns a nível europeu. 
As parcerias bilaterais entre as instituições públicas e privadas nos países doadores e beneficiários são fortemente recomendadas. A colaboração entre as pessoas e instituições a nível administrativo e político bem como no setor privado, no sistema educativo e na sociedade civil constitui um requisito para fortalecer as relações bilaterais.

## EEA and Norway Grants 2014-2021

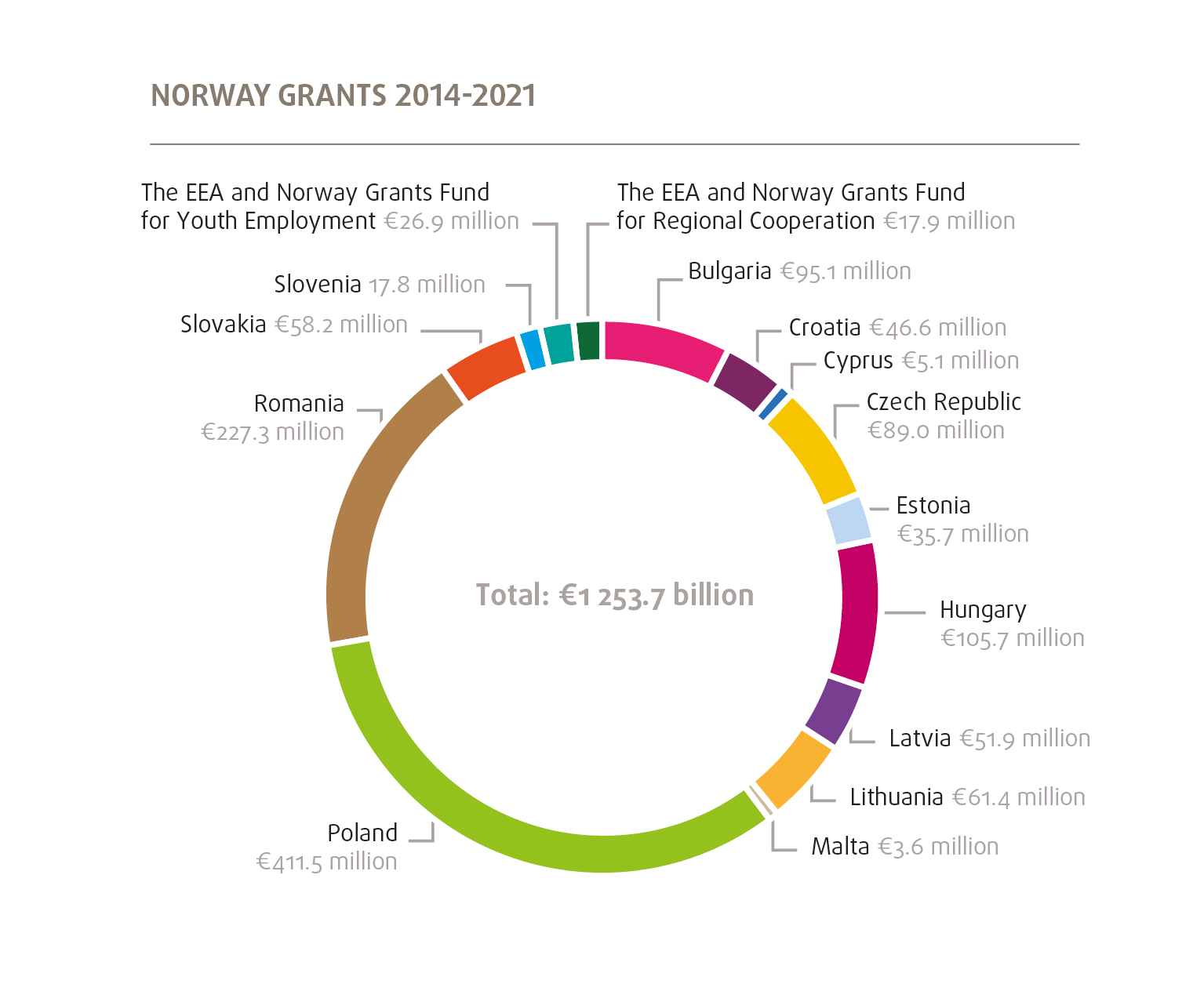
Figura 2. Total verbas Norway Grants 2014-2021

Para o período 2014-2021, foram reservados 2800 milhões de euros para este Mecanismo Financeiro. Os EEA Grants (1550 milhões de euros) são financiadas em conjunto pela Islândia (3%), o Liechtenstein (1%) e a Noruega (96%) e estão disponíveis nos 15 países. Os Norway Grants (1250 milhões de euros) são financiadas apenas pela Noruega e estão disponíveis nos 13 países que aderiram à UE após 2003. A contribuição de cada país doador baseia-se no seu Produto Interno Bruto (PIB). 

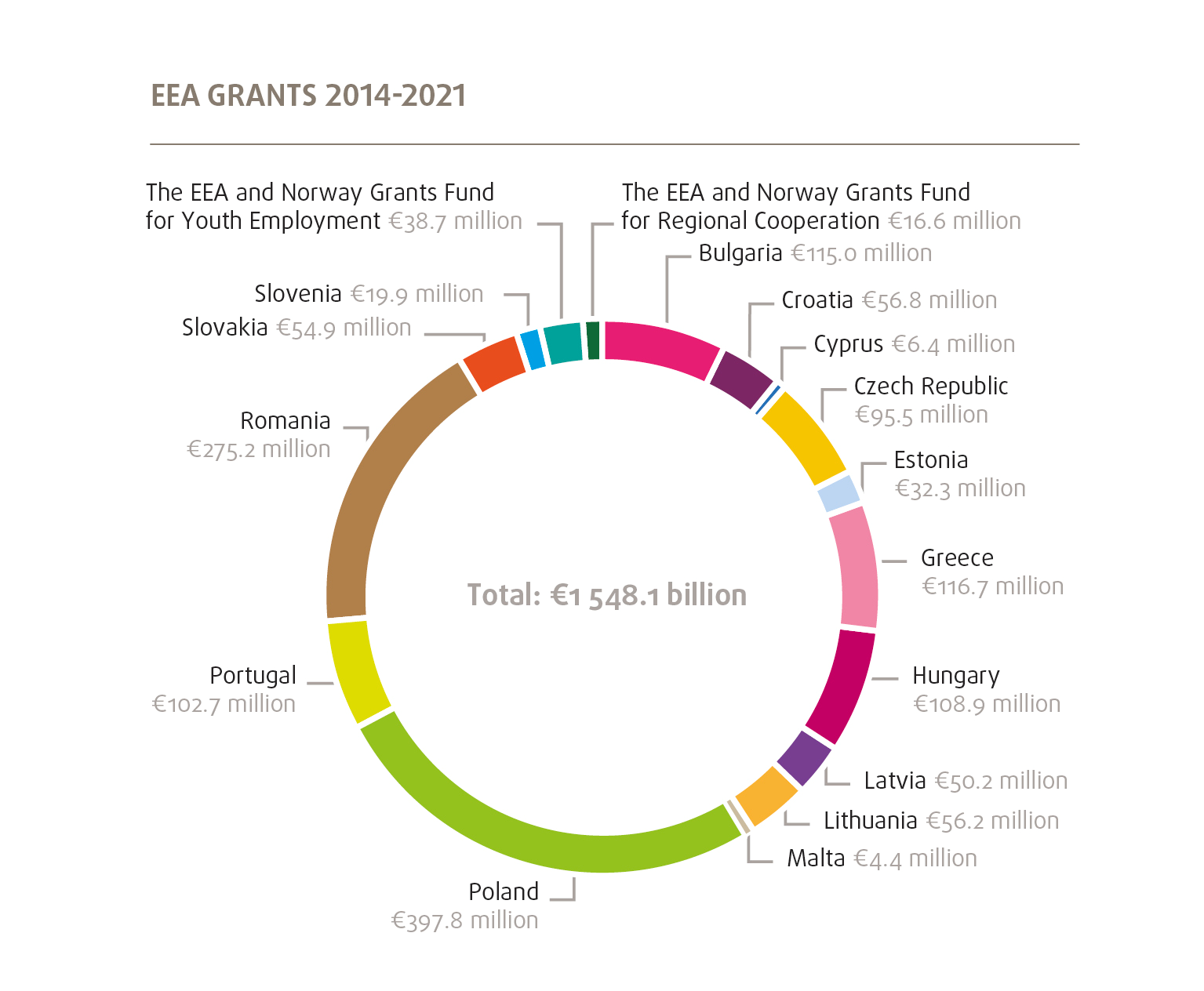
Figura 1. Total verbas EEA Grants 2014-2021

### Áreas de apoio
Os cinco Setores Prioritários (SP) e as 23 Áreas Programáticas (AP) relacionadas financiados no período 2014-2021 refletem as prioridades definidas na “Estratégia Europa 2020” — a estratégia de crescimento projetada para dez anos pela União Europeia para o crescimento inteligente, sustentável e inclusivo – e nos 11 objetivos da política de coesão da UE. Têm como objetivo contribuir para o crescimento e o emprego, abordando as alterações climáticas e a dependência energética ao mesmo tempo que pretendem reduzir a pobreza e a exclusão social. Promovem igualmente a cooperação bilateral e internacional.

#### SP 1: Inovação, investigação, educação e competitividade
1. Desenvolvimento empresarial, inovação e PME
2. Investigação
3. Educação, bolsas, estágios e empreendedorismo jovem
4. Equilíbrio entre a vida profissional e privada
5. Diálogo social – Trabalho digno

#### SP 2: Inclusão social, emprego jovem e redução da pobreza
6. Desafios em saúde pública a nível europeu
7. Inclusão e capacitação dos cidadãos ciganos
8. Crianças e jovens em risco
9. Participação dos jovens no mercado de trabalho
10. Desenvolvimento local e redução da pobreza

#### SP 3: Ambiente, energia, alterações climáticas e economia com baixas emissões de carbono
11. Ambiente e ecossistemas
12. Energias renováveis, eficiência energética, segurança energética
13. Atenuação e adaptação às alterações climáticas

#### SP 4: Cultura, sociedade civil, boa governação e direitos e liberdades fundamentais
14. Empreendedorismo cultural, património cultural e cooperação cultural
15. Sociedade civil
16. Boa governação, instituições responsáveis, transparência
17. Direitos humanos – implementação nacional

#### SP 5: Justiça e Assuntos internos
18. Asilo e migração
19. Sistema penitenciário e prisão preventiva
20. Cooperação policial internacional e luta contra a criminalidade
21. Eficácia e eficiência do sistema judiciário, fortalecimento do Estado de direito
22. Violência doméstica e de género
23. Prevenção e preparação para desastres
Uma nova característica dos EEA and Norway Grants 2014-2021 é o estabelecimento do Fundo para o Emprego Jovem (65,5 milhões de euros) e do Fundo para a Cooperação Regional (34,5 milhões de euros). Estes fundos apoiam as iniciativas europeias transfronteiriças e transnacionais com o fim de encontrar soluções para alguns dos desafios comuns da Europa.  
Todos os programas ao abrigo dos EEA and Norway Grants 2014-2021 decorrerão até 30 de abril de 2024. 

### Cooperação e parceiros externos
Os Parceiros dos Programas dos Países Doadores (PPD) desempenham um papel estratégico no planeamento e na implementação dos programas, bem como na facilitação das parcerias nos projetos. No período de financiamento 2014-2021, existem 21 PPD envolvidos (dois da Islândia, um do Liechtenstein e 18 da Noruega). 
Os Parceiros dos Programas dos Países Doadores consistem principalmente em organismos públicos com mandatos nacionais nos respetivos campos e com vasta experiência internacional. Estes PPD foram escolhidos por iniciativa dos países doadores. 
As organizações e intervenientes intergovernamentais desempenham um importante papel nos EEA and Norway Grants, ao monitorizarem o cumprimento das convenções e tratados internacionais na Europa. Estas organizações prestam assistência em áreas ligadas aos direitos humanos, à democracia e ao Estado de direito. De modo a garantir que os programas e projetos dos EEA and Norway Grants estão alinhados com os padrões europeus e internacionais, os doadores estabeleceram parcerias estratégicas com três parceiros europeus, que desempenham o papel de Organizações Parceiras Internacionais (OPI) no período de financiamento 2014-2021:
- A Agência Europeia para os Direitos Fundamentais (ADF) participa em vários programas e projetos para a inclusão dos cidadãos e os direitos fundamentais. Os EEA and Norway Grants também colaboram com a ADT na organização de eventos de alto nível ligados aos direitos fundamentais.
- O Conselho da Europa (CdE) é o parceiro externo EEA and Norway Grants mais abrangente, participando em diferentes programas. A organização disponibiliza consultoria estratégica bem como contributo técnico nas áreas dos direitos humanos, da democracia e do Estado de direito.
- A Organização para a Cooperação e o Desenvolvimento Económico (OCDE) é parceira estratégica nos EEA and Norway Grants no setor da boa governação, estando envolvida em vários programas e projetos.

## EEA and Norway Grants 2009–2014[3]
Para o período 2009-2014, foram reservados 1800 milhões de euros para fins de financiamento. Os EEA Grants (993,5 milhões de euros), financiados em conjunto pela Islândia (3%), o Liechtenstein (1%) e a Noruega (96%), estiveram disponíveis em 16 países. Os Norway Grants (804,6 milhões de euros) financiados apenas pela Noruega, estiveram disponíveis nos 13 países que aderiram à UE após 2003. No período 2009-2014 Espanha apenas recebeu financiamento transnacional. Após a sua a adesão à UE em 2013, a Croácia tornou-se membro do EEE em 2014, e consequentemente país beneficiário dos EEA and Norway Grants.  
Quadro 1. Financiamento EEA and Norway Grants 2009-2014
| País            | EEA Grants    | Norway Grants | Total concedido | % incorrida* |
| Bulgária        | 78 600 000 €  | 48 000 000 €  | 126 600 000 €   | 79,49%       |
| Croácia         | 5 000 000 €   | 4 600 000 €   | 9 600 000 €     | 63,33%       |
| Chipre          | 3 850 000 €   | 4 000 000 €   | 7 850 000 €     | 96,38%       |
| República Checa | 61 400 000 €  | 70 400 000 €  | 131 800 000 €   | 84,13%       |
| Estónia         | 23 000 000 €  | 25 600 000 €  | 48 600 000 €    | 97,12%       |
| Grécia          | 63 400 000 €  | 0 €           | 63 400 000 €    | 86,28%       |
| Hungria         | 70 100 000 €  | 83 200 000 €  | 153 300 000 €   | 57,76%       |
| Letónia         | 34 550 000 €  | 38 400 000 €  | 72 950 000 €    | 87,66%       |
| Lituânia        | 38 400 000 €  | 45 600 000 €  | 84 000 000 €    | 95,26%       |
| Malta           | 2 900 000 €   | 1 600 000 €   | 4 500 000 €     | 98,76%       |
| Polónia         | 266 900 000 € | 311 200 000 € | 578 100 000 €   | 91,69%       |
| Portugal        | 57 950 000 €  | 0 €           | 57 950 000 €    | 90,51%       |
| Roménia         | 190 750 000 € | 115 200 000 € | 305 950 000 €   | 82,21%       |
| Eslováquia      | 38 350 000 €  | 42 400 000 €  | 80 750 000 €    | 79,80%       |
| Eslovénia       | 12 500 000 €  | 14 400 000 €  | 26 900 000 €    | 91,37%       |
| Espanha         | 45 850 000 €  | 0 €           | 45 850 000 €    | 89,46%       |
| Total           | 993 500 000 € | 804 600 000 € | 1 798 100 000 € | 85,11%       |

* % incorrida do montante das despesas elegíveis. Dados extraídos a 5 setembro de 2019 e sujeitos a alterações. 
Fonte: Revisão final EEA and Norway Grants 2009-2014, avaliação rápida: relatório final, março de 2019. 

### Áreas de apoio

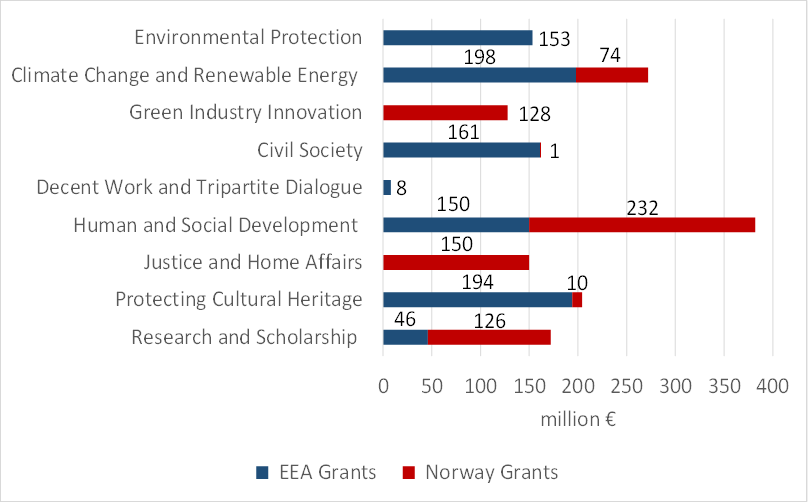
Figura 3. Fundos concedidos por Setor Prioritário

No período 2009-2014, o apoio EEA and Norway Grants foi concedido ao abrigo de nove Setores Prioritários (SP) e 32 Áreas Programáticas (AP) tal como é mostrado no Quadro 2. A figura seguinte apresenta os fundos atribuídos por Setor Prioritário. 
Quadro 2. Setores Prioritários (SP) e Áreas Programáticas (AP) ao abrigo dos EEA and Norway Grants 2009-2014
| EEA Grants | Norway Grants |
| Proteção e gestão do ambiente Gestão integrada das águas marítimas e interiores Biodiversidade e serviços ecossistémicos Monitorização e planeamento e controlo integrados do ambiente Redução das substâncias perigosas | Captura e armazenamento de carbono (CAC) Captura e armazenamento de carbono |
| Alterações climáticas e energias renováveis Eficiência energética Energias renováveis Adaptação às alterações climáticas Setor marítimo Investigação e tecnologia relacionada com o ambiente e as alterações climáticas | Inovações na indústria ecológica Inovações na indústria ecológica |
| Sociedade civil Fundos para as Organizações Não-Governamentais | Trabalho digno e Diálogo tripartido Fundo global para o Trabalho digno e o Diálogo tripartido |
| Sociedade civil Fundos para as Organizações Não-Governamentais | Justiça e Assuntos internos Violência doméstica e de género Cooperação no espaço Schengen e combate ao crime transfronteiriço e organizado, incluindo o tráfego e os grupos criminosos itinerantes Capacitação e cooperação judiciária Sistema penitenciário, incluindo sanções não-detentivas Justiça e Assuntos internos                |
| Desenvolvimento social e humano Crianças e jovens em risco Iniciativas locais e regionais para reduzir as desigualdades sociais e promover a inclusão social Iniciativas de saúde pública Generalização da igualdade de género e promoção do equilíbrio entre vida profissional e privada Enquadramento institucional no setor do Asilo e migração | Desenvolvimento humano e social Capacitação e cooperação institucional entre os Estados beneficiários e as instituições públicas e as autoridades locais e regionais norueguesas Cooperação transfronteiriça Iniciativas de saúde pública Generalização da igualdade de género e promoção do equilíbrio entre vida profissional e privada |
| Proteção do património cultural Conservação e revitalização do património cultural e natural Promoção da diversidade na cultura e nas artes no âmbito do património cultural europeu | Desenvolvimento humano e social Capacitação e cooperação institucional entre os Estados beneficiários e as instituições públicas e as autoridades locais e regionais norueguesas Cooperação transfronteiriça Iniciativas de saúde pública Generalização da igualdade de género e promoção do equilíbrio entre vida profissional e privada |
| Investigação e bolsas de estudo Investigação nos Setores Prioritários Bolsas de estudo | Investigação e bolsas de estudo Cooperação em investigação bilateral Programa de bolsas de estudo bilaterais |

Fonte: Blue Book 2009-2014

### Cooperação
A cooperação através de programas e projetos bilaterais providencia um palco para a troca de conhecimentos, a aprendizagem mútua das melhores práticas e o desenvolvimento de políticas conjuntas. No período de financiamento 2009-2014 estiveram envolvidos 23 Parceiros de Programas dos Países Doadores (PPD) (20 da Noruega, dois da Islândia e um do Liechtenstein). Além disto, o Conselho da Europa contou como PPD em diferentes programas. 
Mais de 30% dos 7000 projetos financiados neste período tiveram a participação dos Países Doadores. Houve cerca de 1000 parceiros dos países doadores (185 da Islândia, 11 do Liechtenstein e 780 da Noruega). 

### Resultados
A Revisão final dos EEA and Norway Grants 2009-2014 esclarece sobre o apoio de financiamento em 16 países da UE. Foram conduzidas as seguintes avaliações e revisões independentes para o período de financiamento 2009-2014: 
- Avaliação rápida dos programas de investigação
- Avaliação rápida do aumento da inclusão dos cidadãos ciganos
- Avaliação rápida dos programas de género
- Avaliação intercalar do apoio ao fortalecimento das relações bilaterais
- Avaliação do Trabalho digno e Diálogo tripartido – relatório final
- Avaliação intercalar do setor do património cultural – relatório principal
- Avaliação intercalar do setor dos programas das ONG – relatório principal
- EEA and Norway Grants 2009-2014: Revisão da gestão do risco

O portal dedicado aos resultados e aos dados dos EEA and Norway Grants disponibiliza mais informações sobre os programas e projetos financiados no período 2009-2014. 

## EEA and Norway Grants 2004–2009[2]
Com o alargamento da UE em 2004, dez novos países – o Chipre, a Eslováquia, a Eslovénia, Estónia, a Hungria, a Letónia, a Lituânia, Malta, a Polónia e a República Checa – não só aderiram à UE mas também ao Espaço Económico Europeu (EEE). 
O alargamento exigia um aumento substancial das contribuições tendo em vista a coesão europeia. A maior parte dos Estados-membros encontrava-se abaixo dos níveis médios de desenvolvimento social e económico na UE. 
Os EEA and Norway Grants concederam 1300 milhões de euros no período 2004-2009. Os EEA Grants (672 milhões de euros) apoiaram 15 estados beneficiários na Europa Central e do Sul. Os Norway Grants concederam 567 milhões de euros adicionais aos dez países que aderiram à UE em 2004.
Além destes dois mecanismos, a Noruega concedeu 68 milhões de euros através dos programas noruegueses de cooperação bilateral com a Bulgária e a Roménia, após a adesão destes dois estados à UE em 2007. 

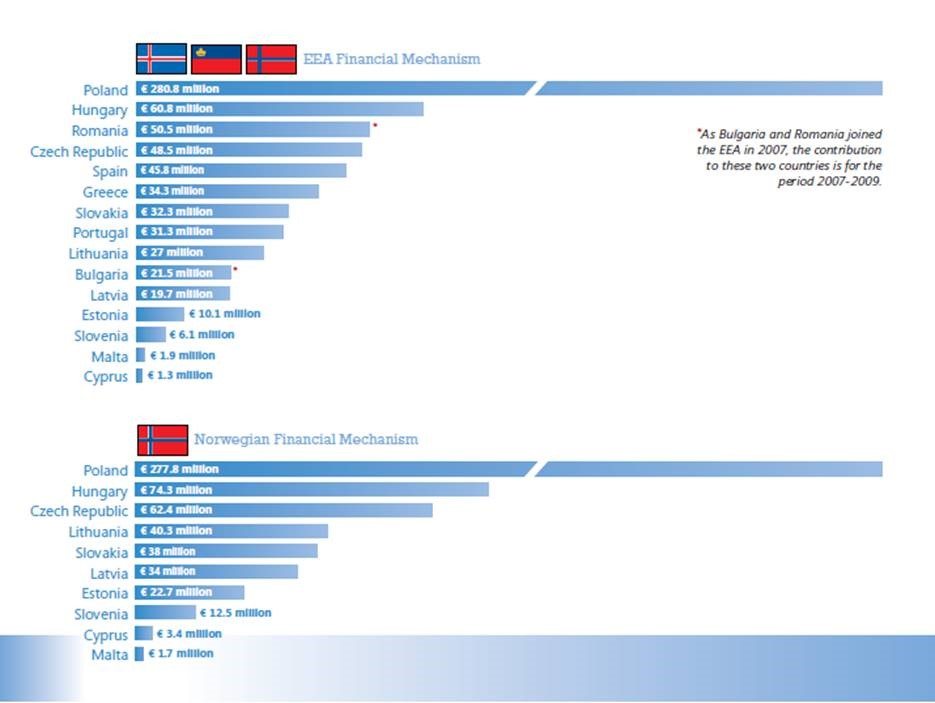

A Noruega, o maior doador, disponibilizou cerca de 97% do total financiado em 2004-2009.

### Áreas de apoio
De 2004 a 2009, foi concedido apoio financeiro a 1250 projetos através dos Mecanismos Financeiros do EEE e da Noruega. Estes projetos foram financiados com base nas áreas de apoio seguintes:
- Ambiente e desenvolvimento sustentável
- Conservação do património cultural europeu
- Sociedade civil
- Schengen e o sistema judicial
- Saúde e puericultura
- Capacitação institucional e desenvolvimento dos     recursos humanos
- Investigação académica e bolsas de estudo
- Cooperação regional e transfronteiriça
- Capacitação institucional

### Cooperação
Mais de um em cada cinco projetos foi um projeto em parceria entre as entidades dos estados beneficiários e a Islândia, o Liechtenstein ou a Noruega. 

### Resultados
O Relatório Final EEA and Norway Grants 2004-2009 concluiu que “Os EEA and Norway Grants 2004-2009 contribuíram para a redução das disparidades na Europa [...], sendo os seus benefícios significativos a nível local” (Relatório final, Nordic Consulting Group, janeiro de 2012). 
Foram conduzidas as seguintes avaliações e revisões independentes para o período de financiamento 2004-2009: 
- EEA and Norway Grants 2004-2009: Revisão dos projetos de parceria da Noruega
- EEA and Norway Grants 2004-2009: Avaliação do financiamento às ONG
- EEA and Norway Grants 2004-2009: Revisão do financiamento à poupança de energia e produção de energias renováveis na Polónia
- EEA and Norway Grants 2004-2009: Avaliação intercalar
- EEA and Norway Grants 2004-2009: Revisão do financiamento da biodiversidade
- EEA and Norway Grants 2004-2009: avaliação do apoio ao acervo de Schengen e ao fortalecimento do sistema judicial
- EEA and Norway Grants 2004-2009: Revisão do apoio ao património cultural na República Checa
- EEA and Norway Grants 2004-2009: Avaliação do financiamento da saúde e da puericultura na Roménia
- EEA and Norway Grants 2004-2009: Avaliação do financiamento da saúde e da puericultura na Lituânia
- EEA and Norway Grants 2004-2009: Avaliação do financiamento da saúde e da puericultura na Hungria
- EEA and Norway Grants 2004-2009: Avaliação do financiamento da saúde e da puericultura na República Checa
- EEA and Norway Grants 2004-2009: Avaliação do financiamento da saúde e da puericultura
- EEA and Norway Grants 2004-2009: Revisão do desenvolvimento regional e da cooperação transfronteiriça
- EEA and Norway Grants 2004-2009: Avaliação do financiamento no domínio do património cultural
- EEA and Norway Grants 2004-2009: Revisão final
- EEA and Norway Grants 2004-2009: Avaliação do financiamento no domínio da investigação académica

## Instrumento financeiro 1999–2003[2]
No período 1999–2003, a Grécia, a Irlanda, a Irlanda do Norte, Portugal e Espanha receberam 119,6 milhões de euros dos Estados-membros da EFTA/EEE (Islândia, Liechtenstein e Noruega). Foram apoiados projetos nos campos da proteção ambiental, da renovação urbana, da poluição em zonas urbanas, da proteção do património cultural, dos transportes, da educação e formação e da investigação académica. Cerca de 93% do financiamento foi gasto em projetos ligados à proteção ambiental.
Descarregue o Relatório final do Instrumento Financeiro 1999-2003.

## Mecanismo Financeiro 1994–1998[2]
O Mecanismo Financeiro 1994-1998 abrange Espanha, a Grécia, a Irlanda, a Irlanda do Norte e Portugal. Foram apoiados projetos nos campos da proteção ambiental, da educação e formação e dos transportes. Além dos 500 milhões de euros no apoio a projetos, foram concedidas bonificações de juros a empréstimos no valor de 1500 milhões de euros no Banco de Investimento (BEI).
A Finlândia, a Suécia e a Áustria, que até 1994 tinham sido membros da EFTA, deixaram a associação para aderir à UE. A Comissão Europeia assumiu as contribuições destes três países para o Mecanismo Financeiro 1994-1998.
Descarregue o Relatório final do Mecanismo Financeiro 1994-1998.

## Referência
1. ↑  «The European Economic Area Agreement» (em inglês). 7 de abril de 2015. Consultado em 19 de março de 2020 |nome1= sem |sobrenome1= em Authors list (ajuda)
2. 1 2 3 4  «History | EEA Grants»
3. 1 2  regjeringen.no (5 de fevereiro de 2020). «Which countries benefit?» (em inglês)
4. ↑  regjeringen.no (5 de fevereiro de 2020). «About the EEA and Norway Grants» (em inglês)

- "Agreement between Norway and EU on EEA and Norway Grants and tariff-free quotas for fish". Government.no. Consultado a 15 de febrero de 2020.
- "Suspension of EEA and Norway Grants to Hungary". Government.no. Consultado a 15 de febrero de 2020.
- "The Office of the Auditor General's investigation of the EEA and Norway Grants". Arquivado a partir do original a 15 de febrero de 2020.

## Outras ligações
- Relatório anual 2017/2018
- Portal dos resultados e dados
- Site oficial EEA and Norway Grants
- Instagram EEA and Norway Grants
- Twitter EEA and Norway Grants
- LinkedIn EEA and Norway Grants
- Facebook EEA and Norway Grants
- Associação Europeia de Comércio Livre (EFTA)
- Órgão de Fiscalização da EFTA
- Página do governo da Noruega sobre EEA and Norway Grants
- Site oficial dos EEA Grants Portugal